# 10 tháng 4
Ngày 10 tháng 4 là ngày thứ 100 trong mỗi năm thường (ngày thứ 101 trong mỗi năm nhuận). Còn 265 ngày nữa trong năm.

## Sự kiện
- 428 – Nestorius trở thành Thượng phụ Đại kết thành Constantinopolis.
- 1609 – Quân đội phiên Satsuma đến đảo lớn Amami, khởi đầu xâm chiếm Vương quốc Lưu Cầu.
- 1741 – Quân đội Phổ của nhà vua Friedrich II Đại Đế đánh bại quân Áo trong trận đánh tại Mollwitz.
- 1815 – Núi Tambora phun ra; tro của nó che phủ vài đảo ở Indonesia.
- 1865 – Nội chiến Mỹ: Một ngày sau việc đầu hàng của lính miền Nam Hoa Kỳ, Tướng Hợp Bang Mỹ Robert E. Lee nói chuyện với lính của ông lần cuối cùng.
- 1912 – Tàu RMS Titanic rời hải cảng Southampton, Anh.
- 1919 – Emiliano Zapata, người dẫn đầu Cách mạng Mexico, bị lực lượng chính phủ phục kích và bắn chết tại Morelos.
- 1925 – Tiểu thuyết Đại gia Gatsby của nhà văn F. Scott Fitzgerald được phát hành lần đầu tiên tại New York.
- 1926 – Toàn quyền Đông Dương Alexandre Varenne ký nghị định thành lập Viện Dân biểu Bắc Kỳ và Viện Dân biểu Trung Kỳ.
- 1938 – Edouard Daladier trở thành Thủ tướng Pháp.
- 1941 – Thế chiến thứ hai: Trục Berlin, Roma và Tokyo ở châu Âu lập Quốc gia Độc lập Croatia từ Nam Tư với người nổi dậy phát xít Ustase của Ante Pavelić làm thủ lĩnh.
- 1957 – Kênh đào Suez được mở lại cho mọi chuyến tàu, sau khi đóng cửa trong ba tháng.
- 1959 – Hoàng thái tử Akihito kết hôn với Michiko, bà là người đầu tiên có xuất thân thường dân trở thành thành viên của Hoàng tộc Nhật Bản.
- 1970 – Chiến tranh Việt Nam: 48% người Mỹ được thăm dò ý kiến trong Cuộc thăm dò ý kiến Gallop đồng ý với chính sách của Tổng thống Mỹ Richard M. Nixon về Việt Nam, trong khi 41% chê chính sách này.
- 1970 – Ban nhạc The Beatles đưa ra tuyên bố chính thức tan rã trong một cuộc họp báo.
- 1971 – Chiến tranh Lạnh: Trong khi cố gắng làm tan băng giao thiệp với Hoa Kỳ, Trung Quốc tổ chức chuyến thi đấu giao hữu với đội bóng bàn Mỹ.
- 1972 – Chiến tranh Việt Nam: Lần đầu tiên kể từ tháng 11 năm 1967, B-52 Mỹ bắt đầu thả bom xuống Bắc Việt.
- 1972 – Phát hiện các ngôi mộ có chứa các thẻ tre, trong đó ghi lại các chương thất truyền của Tôn Tẫn binh pháp và Tôn Tử binh pháp.
- 1979 – Tổng thống Hoa Kỳ Jimmy Carter ký "Luật Quan hệ Đài Loan", duy trì quan hệ ngoại giao thực chất với Đài Loan.
- 2010 – Một máy bay của Không quân Ba Lan chở các quan chức cấp cao Ba Lan, gồm cả Tổng thống Lech Kaczyński, gặp nạn tại Smolensk, Nga, khiến toàn bộ 96 người trên khoang thiệt mạng.
- 2019 – Các nhà khoa học từ dự án Kính thiên văn Chân trời sự kiện công bố hình ảnh đầu tiên của nhân loại về một lỗ đen, nằm ở trung tâm của thiên hà M87.

## Sinh
- 1783 – Hortense de Beauharnais, Nữ hoàng Hà Lan, vợ của Louis Bonaparte (m. 1837)
- 1870 (theo lịch Julius) – Vladimir Ilyich Lenin (m. 1924)
- 1926 – Mạc Đình Vịnh, Thiếu tướng, Bộ Quốc phòng; Bộ Tổng Tham mưu Quân đội nhân dân Việt Nam. (m. 2022)
- 1927 – Vil Lipatov, nhà văn, nhà biên kịch người Liên Xô (m. 1979)
- 1970 – Phi Nhung, cố ca sĩ Việt kiều. (m. 2021)
- 1973 – Roberto Carlos, cầu thủ bóng đá người Brazil
- 1984 - Thanh Thức, nam diễn viên người Việt Nam
- 1986 – 
  - Shin Hyun-bin, diễn viên người Hàn Quốc
  - Vincent Kompany, cầu thủ bóng đá người Bỉ
- 1992 – Sadio Mané, cầu thủ bóng đá người Sénégal

## Mất
- 1585 – Giáo hoàng Gregory XIII (s. 1502)
- 2024 – O.J.Simpson cựu cầu thủ bóng bầu dục NFL Mỹ (s. 1947)

## Những ngày lễ và ngày kỷ niệm
- ... 1993, 2004, 2015 ... – Thứ Bảy Tuần thánh